# Bernhard Letterhaus
Bernhard Letterhaus (Barmen, 10 luglio 1894 – Berlino, 14 novembre 1944) è stato un sindacalista, politico e membro della resistenza tedesco.

## Biografia
Prese parte alla prima guerra mondiale, venendo decorato con una Croce di Ferro di I Classe. Nel dopoguerra lavorò in alcune associazioni sindacali cristiane, e nel 1928 fu nominato segretario generale delle associazioni cattoliche dei lavoratori della Germania occidentale.  Lo stesso anno venne eletto deputato del landtag prussiano con il Zentrumspartei (Partito di Centro).
A partire dal 1933 fu attivo in vari circoli antinazisti, e rafforzò i legami con questi movimenti a partire dal 1939, quando divenne capitano dell'Abwehr nell'Oberkommando der Wehrmacht.  Fu arrestato all'indomani del fallito attentato a Hitler del 20 luglio 1944. Condannato a morte il 13 novembre dello stesso anno, fu giustiziato per impiccagione il giorno seguente.